# ایکس‌ایکس
د ایکس‌ایکس (به انگلیسی: The xx) گروه ایندی پاپ بریتانیایی است که در سال ۲۰۰۵، در واندزورث لندن شکل گرفت.

نخستین آلبوم این گروه با عنوان «ایکس‌ایکس»، در اوت ۲۰۰۹ منتشر شد و در صدر لیست گاردین و در جایگاه دوّم لیست ان‌ام‌ئی قرار گرفت و در سال ۲۰۱۰، جایزه مرکوری را برای گروه به ارمغان آورد.

## اعضا
- رومی مدلی کرافت - گیتار و آواز.
- الیور سیم - بیس و آواز، کیبورد.
- جیمی اسمیت (جیمی ایکس‌ایکس) - تهیه‌کنندگی، الکترونیک، کیبورد، پرکاشن.

اعضای پیشین
- باریه قریشی - کیبورد و گیتار (۲۰۰۵ – ۲۰۰۹)

## ترانه‌شناسی
آلبوم‌های استودیویی
- ایکس‌ایکس (۲۰۰۹)
- هم‌زیستی (۲۰۱۲)